# Бельгия на летних Олимпийских играх 1976
Бельгия принимала участие в Летних Олимпийских играх 1976 года в Монреале (Канада) в шестнадцатый раз за свою историю, и завоевала три серебряные и три бронзовые медали. Сборная страны состояла из 101 спортсмена (75 мужчин, 26 женщин), выступивших в соревнованиях по 16 видам спорта.

## Медалисты
| Медаль  | Спортсмен                                                       | Вид спорта      | Дисциплина                   |
| ------- | --------------------------------------------------------------- | --------------- | ---------------------------- |
| Серебро | Иво Ван-Дамм                                                    | Лёгкая атлетика | Мужчины, 800 м               |
| Серебро | Иво Ван-Дамм                                                    | Лёгкая атлетика | Мужчины, 1500 м              |
| Серебро | Михель Вартен                                                   | Велоспорт       | Мужчины, 1500 м              |
| Бронза  | Карел Лисмонт                                                   | Лёгкая атлетика | Мужчины, марафон             |
| Бронза  | Франсуа Мати                                                    | Конный спорт    | Конкур, личное первенство    |
| Бронза  | Эрик Ваутерс Франсуа Мати Эдгар-Анри Куэппе Станни ван Паэссхен | Конный спорт    | Конкур, командное первенство |

## Результаты соревнований

### Академическая гребля
В следующий раунд из каждого заезда проходили несколько лучших экипажей (в зависимости от дисциплины). В финал A выходили 6 сильнейших экипажей, ещё 6 экипажей, выбывших в полуфинале, распределяли места в малом финале B
Мужчины
| Соревнование | Спортсмены   | Предварительный заезд | Предварительный заезд | Предварительный заезд | Отборочный заезд | Отборочный заезд | Отборочный заезд | Полуфинал | Полуфинал | Полуфинал | Финал   | Финал   | Итоговое место |
| Соревнование | Спортсмены   | Заезд                 | Время                 | Место                 | Заезд            | Время            | Место            | Заезд     | Время     | Место     | Время   | Место   | Итоговое место |
| ------------ | ------------ | --------------------- | --------------------- | --------------------- | ---------------- | ---------------- | ---------------- | --------- | --------- | --------- | ------- | ------- | -------------- |
| одиночки     | Клод Деомбро | 3                     | 7:23,33               | 3 Q                   | не участвовал    | не участвовал    | не участвовал    | 1         | 7:14,76   | 5         | Финал B | Финал B | 12             |
| одиночки     | Клод Деомбро | 3                     | 7:23,33               | 3 Q                   | не участвовал    | не участвовал    | не участвовал    | 1         | 7:14,76   | 5         | 8:15,35 | 6       | 12             |